# Giuseppe Macchiotti
Giuseppe Macchiotti (Vercelli, 1867 – Turijn, 1910) was een Italiaans componist en dirigent.

## Levensloop
Macchiotti studeerde muziek aan het Ospizio di carità in Vercelli bij Roberto Carmagnola (houtblaasinstrumenten), Vincenzo Guala (harmonie en instrumentatie voor banda), Nicola Ravazzani (viool) en Vincenzo Pozzolo (contrapunt). In 1885 trad hij toe tot het leger als muzikant. In 1887 werd hij dirigent van de Banda dei Carabinieri. Sinds 1892 was hij dirigent van de Militaire muziekkapel van het 20e Infanterie Regiment. Later veranderde hij zich nog eens tot de Militaire muziekkapel van het 21e Infanterie Regiment.
Naast vele bewerkingen van klassieke muziek en Italiaanse opera's voor harmonieorkest schreef hij ook eigen werk. In het magazine Vita Mandolinistica werd in de jaren 1902 tot 1905 zijn geheel oeuvre voor mandonlineorkest gepubliceerd.

## Composities

### Werken voor banda (harmonieorkest)
- 1900 Addio a Perugia, mars
- 1900 Perugia, mars
- 1902 Biordo Michelotti, voor harmonieorkest en tamboeren
- 1904 Al Clitunno, mars
- 1902 Marcia universale
- 1905 Gualdo Tadino
- 1905 Moda, schottisch
- 1906 Caritas, wals
- Alla cara memoria, treurmars
- Al Trasimeno, mars
- Cara memoria, treurmars
- Cremona, mars
- Fior di campo, polka
- Giulia, polka
- La fonte della Sicilia, mars
- Simplicita, wals

### Werken voor mandoline(orkest)
- 1902 Marcia universale, mars - bewerkt door: Francesco Tentarelli
- 1903 Atalanta, polka
- 1905 Charitas, wals
- 1906 Serate estive, romance zonder worden
- Ninna nanna - pagina d'album, bewerkt door Renato Fucini